# 2-й провулок Чехова (Мелітополь)
2-й провулок Чехова — провулок в Мелітополі на Червоній Гірці. Йде від вулиці Чехова до 1-го провулка Чехова.

## Назва
Провулок названий на честь російського письменника Антона Чехова.
Поруч знаходяться вулиця Чехова і 1-й провулок Чехова.

## Історія
Перша відома згадка провулка датується 17 січня 1939 року.